# Sakarya (provincie)
Sakarya is een provincie in Turkije. De provincie is 4895 km² groot en heeft 756.168 inwoners (2000). De hoofdstad is Adapazarı.

## Bestuurlijke indeling

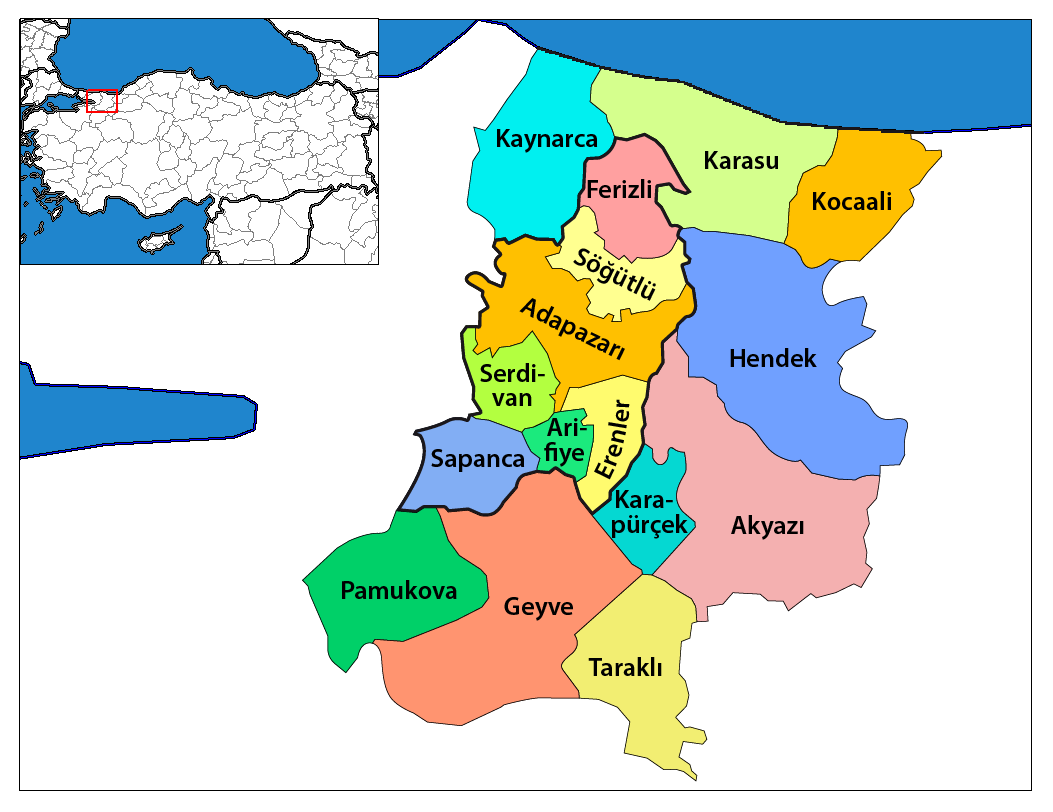
Districten van Sakarya

### Districten
De provincie bestaat uit de volgende 16 districten:
Groot Adapazari
| - Arifiye - Erenler - Ferizli | - Sakarya (Adapazari) - Sapanca | - Serdivan - Söğütlü |

Buiten Adapazari
| - Akyazı - Geyve - Hendek | - Karapürçek - Karasu - Kaynarca | - Kocaali - Pamukova - Taraklı |

## Geboren
- Salih Dursun (1991), voetballer